# Música chaoui
La música Chaoui es un género de Música bereber del sur de Argelia. Es una mezcla de música saharaui y ritmos marcados y danzantes y es parte del terroir de la música (Aurès). Los primeros grabados en cinta se remontan a la década de 1930 con Aissa Jermouni, donde la música fue editada internacionalmente.

## Origen
Originalmente, los músicos de Chaoui eran pastores que vivían en las montañas de Aures y cantaban poesía. Al igual que todos los grandes cantantes, especialmente con Aissa Jermouni, o las letras de las canciones fueron un momento de sus vidas o del entorno, pero en general, los temas elegidos se refieren a hechos históricos como la guerra de liberación. Nacional y sus héroes como Mostefa Ben Boulaïd, Amirouche. Pero también temas felices como festivales locales o religiosos o matrimonios chaoui.
Hay pequeñas canciones que se llaman Berber Izlen, que consisten en 4 a 5 versos, que se encuentran repetitivamente en el Aures Kabylie, el Hoggar.
La región de Aures tiene verdaderos tesoros musicales, por el lado de Tébessa encontramos Rekrouki o Rakrouk que significa eco, es un tipo específico de la región de Tébessa. Los Ait selam se distinguen por el género femenino Azzekar, Ait Miloulpar Ajelass, muy similar al de la tribu Ahidous de Marruecos. También está Tinzarin atado al Rito de la lluvia Anzar (Anzar es el dios de la lluvia sumergido en Gabriel Camps). Es una leyenda que los períodos de sequía famosos de la sequedad son evocados por el dios de la lluvia, es un rito pagano. Hay otro tipo de canción llamada la canción de cuna, Tigougaine o Taourial, Aourial significa cuna. Pero el más famoso es Ayache.

## Características

### Instrumentos y sonidos
En su configuración instrumental más común, una banda chaouie incluye una zorna, una gasba, un bendir y uno o más cantantes (que pueden o no pueden tocar un instrumento como el bendir). También podemos encontrar el derbouka y el qarqabou y otros instrumentos de percusión como en el grupo de Tafert. El moderno Chaoui también puede usar instrumentos no tradicionales para la música chaouie como la guitarra rítmica.
Con los años, Chaoui ha dado a luz a varios subgéneros. El género se hizo popular en las décadas de 1930 y 1940, y aún genera en la década de 2000 una fuerte locura de sus fanáticos en todo el país y especialmente en los Aures.
Las técnicas vocales en la música varían mucho de un grupo a otro. La voz debe ser muy fuerte, como la de Aissa Jermouni llamada Amediaz, según el investigador marroquí en musicología, Abdelaziz Benabdeljalil, Imediazen en Tamazhigh significa Trovador. O la voz de Markunda Awras o Dihya, etc., en el repertorio exclusivamente en el idioma Chaoui, suave y tradicional de la región, no podemos confundirla con otro estilo de música. La habilidad vocal de los cantantes se puede ver en las voces teatrales que cubren varias octavas en la Houria Aichi. Tiene una hermosa voz, poderosa, pura y gutural, es una de las grandes voces femeninas del mundo.
Rahaba o Irahaben, o Sebaha, hay una multitud de grupos como Refa, Yabous, Taxlent, Yakub, ithran khenchela. Cada grupo tiene su propia particularidad y si tienen la canción común, sin embargo, hay diversidad de bailes y temas en la canción. En general, la compañía está compuesta por cantantes, flautistas y bendir.
Una de las características de la música chaouie es que no excede las tres notas, como en toda la música bereber, la música chaoui es muy tónica, no contiene el modo mayor o el modo menor como en la Música occidental o maqam en la música árabe.

## Subgéneros
El chaoui moderno, está muy relacionado con el chaoui (también se confunden a menudo), ya que en el chaoui moderno los artistas a veces cantan canciones antiguas de chaoui, en este estilo secundario, mezclando la música tradicional de chaoui con otros estilos. musical. La banda Tafert  mezcla estilos rock, jazz y celta o Gnawa, pero siempre con el estilo Chaoui y el lenguaje Chaoui.
La música del grupo Madioko de Rafika Hakkar es una reunión cautivadora y pegadiza de los Aures (música chaoui) con bendir y electro-funk, y se considera Funk-Chawi.
Pero también hay otros estilos como Chaoui Rock, incluido Djo, el cantante del grupo Les Berbères de Oum el Bouaghi, que mezcló un grito de la montaña con el ritmo del rock, o incluso el grupo Maskula Khenchela que inspirado en este último. Pero también hay bandas de metal como la banda de Tkout Numidas que han fusionado la música dura con el metal y el Reggae.